# Bryceella tenella
Bryceella tenella is een raderdiertjessoort uit de familie Proalidae. De wetenschappelijke naam van deze soort is voor het eerst geldig gepubliceerd in 1897 door Bryce.